# Darryl N. Johnson

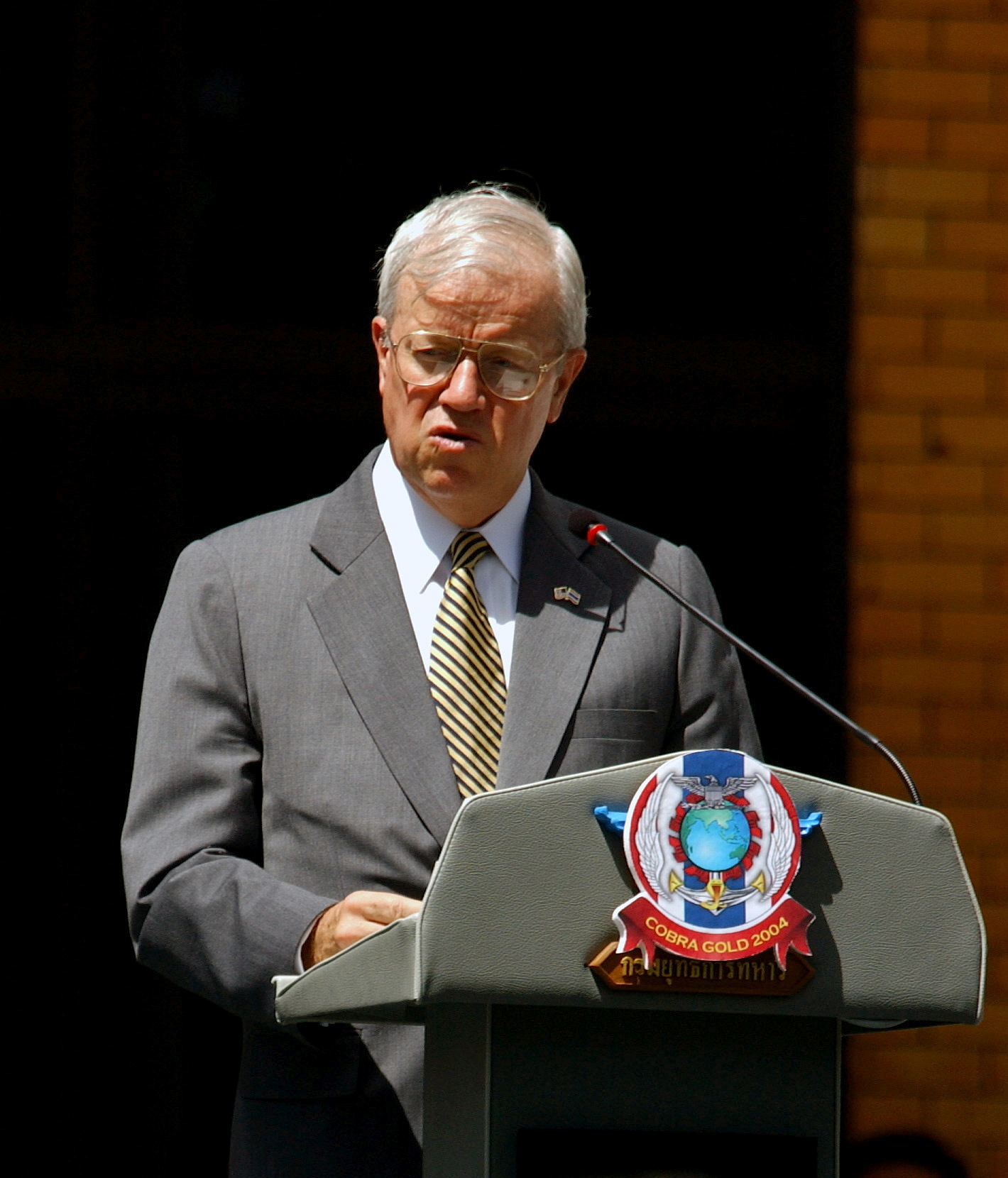
Darryl N. Johnson (2004)

Darryl Norman Johnson (* 7. Juni 1938 in Chicago, Illinois; † 24. Juni 2018 in Seattle, Washington) war ein US-amerikanischer Diplomat, der unter anderem zwischen 1992 und 1994 Botschafter der Vereinigten Staaten in Litauen, von 2002 bis 2004 Botschafter in Thailand sowie 2005 kommissarischer Botschafter auf den Philippinen war.

## Leben

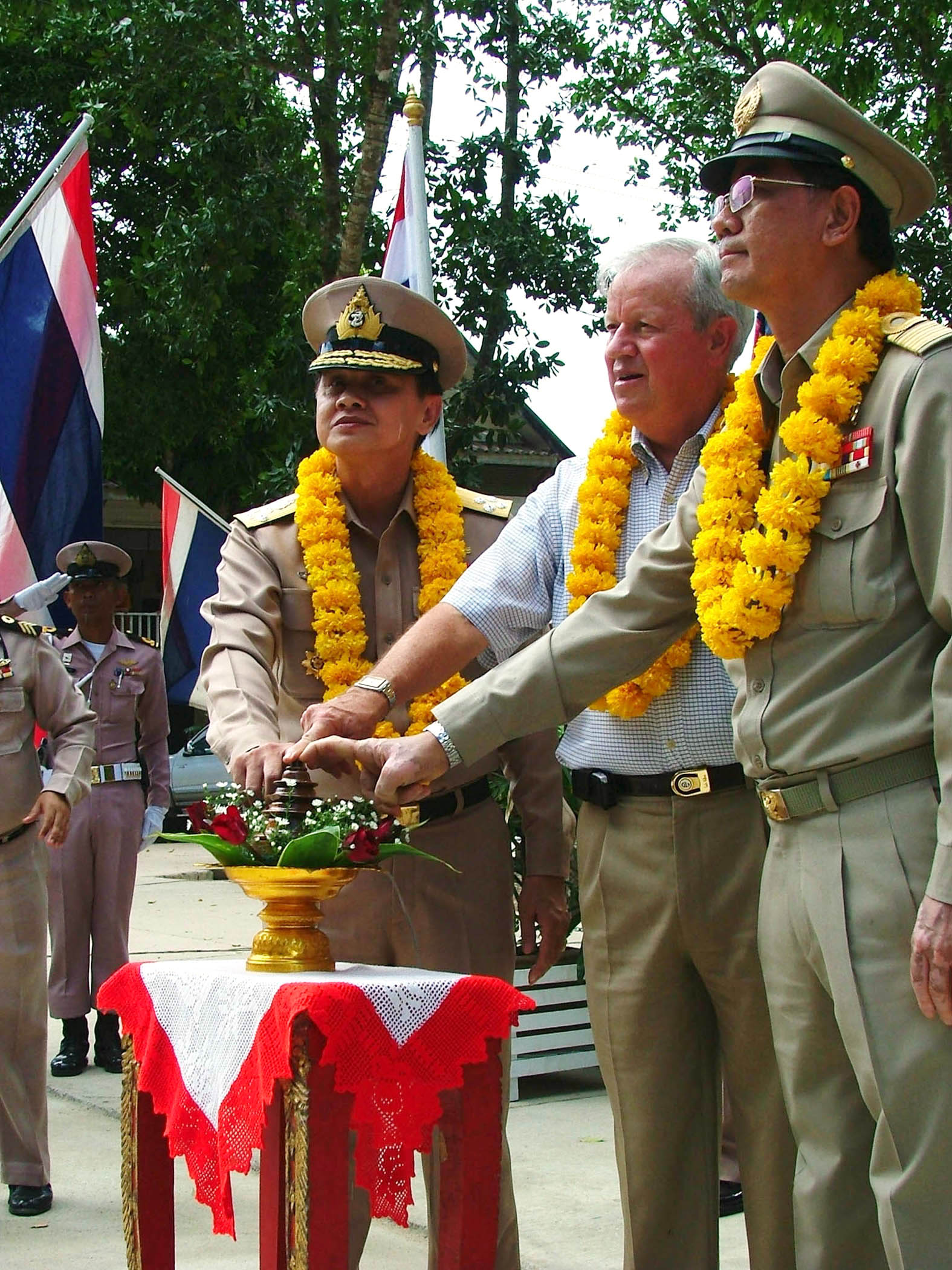
Botschafter Johnson (Mitte) mit dem Oberkommandierenden der Marine Thailands Admiral Vichai Yuwanangoon (links) und Vizegouverneur Nuntachai Soonthornpipit (2. Juli 2004).

Darryl Norman Johnson begann nach dem Schulbesuch 1956 ein grundständiges Studium im Fach Anglistik an der University of Washington, welches er 1960 mit einem Bachelor of Arts (BA English) beendete. Ein darauf folgendes postgraduales Studium der Anglistik an der Princeton University schloss er 1962 mit einem Master of Arts (MA English) ab. Während seines Studium wurde er Mitglied der akademischen Ehrengesellschaft Phi Beta Kappa. Er begann seine berufliche Laufbahn beim Friedenscorps (Peacecorps), eine unabhängige Bundesbehörde für Völkerverständigung, und war für dieses von 1963 bis 1965 in der Provinz Lamphun Thailand tätig. 1965 trat er als Foreign Service Officer in den diplomatischen Dienst des Außenministeriums und fand in den folgenden Jahren zahlreiche Verwendungen im Ministerium sowie an Auslandsvertretungen. Er war zunächst zwischen 1965 und 1967 als Attaché für Konsularangelegenheiten am Generalkonsulat in Bombay tätig und absolvierte daraufhin zwischen 1969 und 1970 einen Sprachkurs für Chinesisch in Taipeh, woraufhin er zwischen 1971 und 1973 Wirtschaftsattaché am Generalkonsulat in Hongkong war. Nachdem er von 1973 und 1974 einen Russisch-Sprachkurs am Foreign Service Institute, der Ausbildungsstätte des diplomatischen Dienstes, absolviert hatte, war er zwischen 1974 und 1977 als Erster Sekretär an der Botschaft in der Sowjetunion tätig. Nach seiner Rückkehr war er im Außenministerium zwischen 1977 und 1979 zunächst Jugoslawien-Referent im Osteuropa-Referat sowie im Anschluss von 1979 bis 1981 Referent für die Volksrepublik China in der Unterabteilung Ostasien und Pazifikraum (Bureau of East Asian and Pacific Affairs). Im Anschluss war er zwischen 1981 und 1982 im Rahmen eines sogenannten „Sabbatical“ mit Unterstützung durch ein Stipendium der Pearson Fellowship Mitarbeiter von Claiborne Pell, dem langjährigen demokratischen US-Senator für Rhode Island. Daraufhin folgte von 1982 und 1984 eine Tätigkeit als Stabsassistent des Leiters der Politischen Abteilung des Außenministeriums (Under Secretary of State for Political Affairs), Lawrence Eagleburger, sowie daraufhin zwischen 1984 und 1987 als Botschaftsrat für politische Angelegenheiten an der Botschaft in der Volksrepublik China. Anschließend war er von 1987 bis 1991 als Deputy Chief of Mission Ständiger Vertreter und Stellvertreter des Botschafters in der Volksrepublik Polen beziehungsweise nach dem Ende der Volksrepublik 1989 in der Polnischen Republik.
Nach der Wiedererlangung der Unabhängigkeit von Litauen am 11. März 1990 und der Begründung diplomatischer Beziehungen wurde Johnson am 2. September 1991 zunächst als Chargé d’Affaires ad interim zunächst Geschäftsträger und kommissarischer Leiter der Botschaft. Im Anschluss wurde er am 23. März 1992 zum ersten Botschafter der Vereinigten Staaten in Litauen ernannt und übergab dort am 14. April 1992 seine Akkreditierung. Er verblieb auf diesem Posten bis zum 23. Mai 1994 und wurde daraufhin von James W. Swihart abgelöst. Nach seiner Rückkehr war er im Außenministerium zwischen 1994 und 1996 stellvertretender Koordinator für die Unterstützung postsowjetischer Staaten sowie 1996 stellvertretender Direktor der Einsatzgruppe Bosnien und Herzegowina, der Bosnian Task Force. Als Nachfolger von B. Lynn Pascoe wurde er 1996 Direktor des American Institute in Taiwan (AIT), das de Facto als „Botschaft“ der USA in der Republik China fungiert, und behielt diese Funktion bis zu seiner Ablösung durch Raymond Burghardt 1999. Daraufhin folgte zwischen 1999 und 2000 eine Abordnung als Politischer Berater des Chefs für Marineoperationen der US Navy (Chief of Naval Operations), Admiral Jay L. Johnson, ehe er nach seiner Rückkehr ins Außenministerium von 2000 bis 2002 stellvertretender Leiter der Unterabteilung Ostasien und Pazifikraum (Deputy Assistant Secretary of State for East Asian and Pacific Affairs) war.
Am 26. November 2001 wurde Darryl N. Johnson zum Botschafter in Thailand berufen, wo er am 29. März 2002 als Nachfolger von Richard E. Hecklinger sein Beglaubigungsschreiben überreichte. Dieses Amt bekleidete er bis zum 28. Dezember 2004, woraufhin Ralph Leo Boyce ihn ablöste. Im Januar 2005 trat er in den Ruhestand. Im Juni 2005 wurde er vom Außenministerium gebeten, während einer Vakanz als Geschäftsträger die kommissarische Leitung der Botschaft auf den Philippinen zu übernehmen, da der bisherige Botschafter Francis Ricciardone neuer Botschafter in Ägypten und der bisherige Deputy Chief of Mission Joseph „Joe“ A. Mussomeli neuer Botschafter in Kambodscha wurde. Er übernahm die kommissarische Leitung der Botschaft in Manila Mitte Juli 2005 und behielt diese Funktion bis Paul W. Jones am 10. Oktober 2005 neuer Geschäftsträger wurde.
Aus seiner Ehe mit Kathleen Desa Forance gingen die Tochter Darawan und die Zwillingssöhne Loren und Gregory Johnson hervor.